# Inga Bergfeldt
Inga Gunhild Bergfeldt, född 7 maj 1928 i Vetlanda församling i Jönköpings län, död 4 april 2019 i Helsingborgs Maria distrikt i Skåne län, var en svensk textilkonstnär, formgivare och författare.
Inga Bergfeldt tillhörde en familj som drivit spinneri i flera generationer. Hon var dotter till disponenten John F. Bergfeldt och Gulli Bylund. Efter studier vid Konstfack i Stockholm 1946–1950 verkade hon vid Uppsala Läns Hemslöjd, Norrbackainstitutet och Vetlanda Ullspinneri AB. Vid Vetlanda Ullspinneri ansvarade hon för framställning av mönster och utformning av filtar och plädar. Efter att flera gånger ha vunnit tidningen Iduns broderitävlingar kom hon att arbeta för tidningen.
I sina verk tolkade Inga Bergfeldt årstidernas skiftningar. Hon utformade bland annat mångfacetterade utställningar för Helsingborgs museum benämnda "En ros är en ros är en ros" och "Blommor som inspiration". Utställningarna innefattade allt från broderier, vävnader och kläder till porslin, målningar och dikter. Hon författade ett flertal böcker som Stora boken om blommor i vas och kruka (1980), Torka och pressa växter (1984), Korsstygn i rutor och ränder (1988) och Blommor året om (1990).  Flera av hennes böcker översattes även till andra språk.
Inga Bergfeldt var under en kortare period från 1950 gift med Lars Carl Arne Lovén (1925–2018), son till lasarettsläkaren Arne Lovén. Hon bar då namnet Bergfeldt-Lovén. Från 1963 var hon bosatt i Viken i Skåne, där hon en tid även drev affär, innan hon bosatte sig i Helsingborg. Inga Bergfeldt är begravd på Gamla kyrkogården i Vetlanda.